# Fonction inverse
Pour les articles homonymes, voir Inverse (homonymie).
Pour les fonctions f -1 telles que si y=f(x), alors x=f -1(y), voir Bijection réciproque.
 (avril 2022).
Si vous disposez d'ouvrages ou d'articles de référence ou si vous connaissez des sites web de qualité traitant du thème abordé ici, merci de compléter l'article en donnant les références utiles à sa vérifiabilité et en les liant à la section « Notes et références ».
En mathématiques, la fonction inverse est la fonction qui à tout réel {\displaystyle x} non nul associe son inverse, noté {\displaystyle {\frac {1}{x}}}. Elle se note de la manière suivante :
{\displaystyle f:{\begin{cases}\mathbb {R} ^{*}\to \mathbb {R} ^{*}\\x\mapsto f(x)=\displaystyle {\dfrac {1}{x}}.\end{cases}}}

## Variations
Cette fonction est strictement décroissante sur l'intervalle {\displaystyle ]-\infty ,0[} des réels strictement négatifs, puis strictement décroissante sur l'intervalle {\displaystyle ]0,+\infty [} des réels strictement positifs, avec 0 comme « valeur interdite » (pôle). Mais elle n'est pas strictement décroissante sur {\displaystyle \mathbb {R} ^{*}} car si {\displaystyle a<0<b}, on conserve l'inégalité {\displaystyle {\frac {1}{a}}<0<{\frac {1}{b}}}.
La fonction inverse ne s'annule pas et n'admet pas de maximum ou minimum sur {\displaystyle \mathbb {R} ^{*}}, ni même sur {\displaystyle ]-\infty ,0[} ou sur {\displaystyle ]0,+\infty [}.
Elle a pour limite 0 en {\displaystyle +\infty } et en {\displaystyle -\infty }. Cette fonction permet donc de modéliser un certain nombre de comportements qui décroissent mais qui présentent une « borne inférieure » (les fonctions ne tendent pas vers {\displaystyle -\infty }), comme la gravitation et la force électrostatique qui sont en {\displaystyle {\frac {1}{r^{2}}}}.
En 0, sa limite à gauche vaut {\displaystyle -\infty } et à droite, {\displaystyle +\infty }.

## Représentation graphique

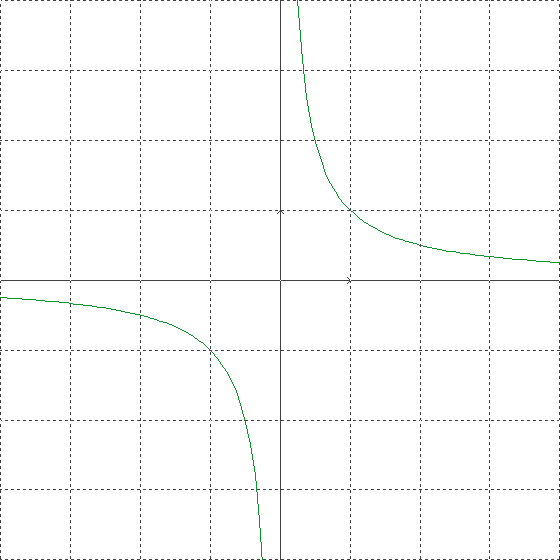
Graphe de la fonction inverse y = 1/x

La représentation graphique de la fonction inverse est une hyperbole. 
L'hyperbole d'équation {\displaystyle y={\frac {1}{x}}} admet deux asymptotes : une horizontale (l'axe des abscisses, d'équation {\displaystyle y=0}) et une verticale (l'axe des ordonnées, d'équation {\displaystyle x=0}). Ces deux asymptotes étant (dans un repère orthonormal) perpendiculaires, l'hyperbole est dite équilatère (son excentricité vaut {\displaystyle {\sqrt {2}}}).
On remarque d'autre part que le centre de symétrie de cette hyperbole est le point {\displaystyle (0,0)}, ce qui traduit le fait que la fonction inverse est une fonction impaire.
On remarque enfin que cette hyperbole ({\displaystyle H}) possède deux axes de symétrie dont la droite d'équation {\displaystyle y=x}. En effet le point {\displaystyle (x,y)} appartient à ({\displaystyle H}) si et seulement si le point {\displaystyle (y,x)} appartient à ({\displaystyle H}) ({\displaystyle y={\frac {1}{x}}} équivaut à {\displaystyle x={\frac {1}{y}}}. Cette propriété graphique permet de remarquer que la fonction inverse est une involution, c'est-à-dire une bijection qui est sa propre réciproque : {\displaystyle f\circ f=\mathrm {id} _{\mathbb {R} ^{*}}}. Ou bien encore, pour tout réel {\displaystyle x} non nul, l'inverse de l'inverse de {\displaystyle x} est égal à {\displaystyle x}.

## Continuité de la fonction inverse
La fonction inverse est continue (sur ℝ*).

## Dérivée de la fonction inverse
La fonction inverse est même dérivable ; sa dérivée est la fonction {\displaystyle f'} définie par :
{\displaystyle f':{\begin{cases}\mathbb {R} ^{*}\to \mathbb {R} ^{*}\\x\mapsto f'(x)=\displaystyle -{\dfrac {1}{x^{2}}}.\end{cases}}}

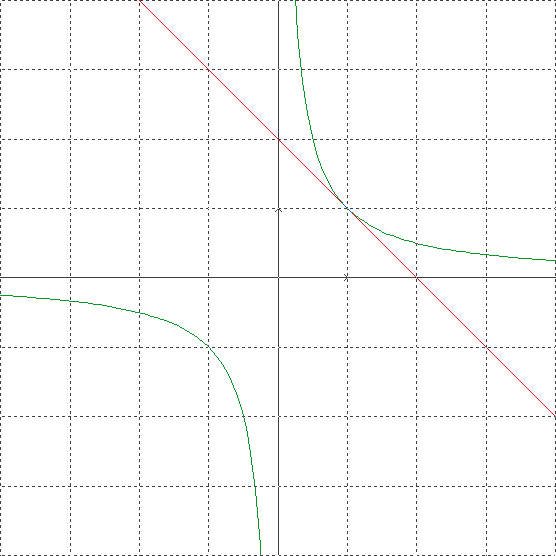
Graphe de la fonction inverse inverse y = 1/x et de sa tangente en 1.

Par exemple, la dérivée de {\displaystyle y={\dfrac {1}{x}}} au point d'abscisse 1 vaut {\displaystyle -{\dfrac {1}{1^{2}}}=-1} donc la pente de la tangente à la courbe de la fonction inverse au point de coordonnées {\displaystyle (1,1)} vaut –1.
La fonction inverse est concave sur l'intervalle {\displaystyle ]-\infty ,0[} et convexe sur {\displaystyle ]0,+\infty [}.

## Primitives de la fonction inverse
Le logarithme naturel, ou logarithme népérien, noté {\displaystyle \ln }, est défini dans l'article détaillé comme la fonction de {\displaystyle ]0,\infty [} dans {\displaystyle \mathbb {R} } dont la dérivée est la fonction inverse, et dont la valeur en 1 est 0. Les primitives sur {\displaystyle ]0,+\infty [} de la fonction inverse sont donc les fonctions de la forme {\displaystyle x\mapsto (\ln x)+C}, où {\displaystyle C} est une constante réelle arbitraire.

## Fonction inverse abstraite
On peut définir de manière générale une fonction inverse {\displaystyle f} dans un groupe {\displaystyle (G,\times )} par
{\displaystyle \forall x\in G\quad f(x)=x^{-1}.}
L'inverse permet donc d'étendre aux exposants entiers négatifs la notion de puissance d'un nombre (ou d'un élément d'un groupe) en posant, pour tout entier {\displaystyle n} positif : {\displaystyle x^{-n}=(x^{n})^{-1}}.

### Extension à d'autres groupes
Plan complexe
La fonction inverse peut donc être étendue sur le plan complexe privé de l'origine par :
{\displaystyle {\begin{aligned}f:&\ \mathbb {C} ^{*}&\to &\ \mathbb {C} ^{*}\\\ &\ z=x+\mathrm {i} y&\mapsto &\ {\frac {1}{z}}={\frac {\overline {z}}{|z|^{2}}}={\frac {x-\mathrm {i} y}{x^{2}+y^{2}}}.\end{aligned}}}
Quaternions
La fonction inverse peut donc être définie pour tout quaternion non nul (au moins une des quatre composantes {\displaystyle x,y,z,w} est non nulle) :
{\displaystyle {\begin{aligned}f:&\ \mathbb {H} ^{*}&\to &\ \mathbb {H} ^{*}\\\ &\ q=x+yi+zj+wk&\mapsto &\ q^{-1}={\frac {x-yi-zj-wk}{x^{2}+y^{2}+z^{2}+w^{2}}}.\end{aligned}}}